# Boris Babkin

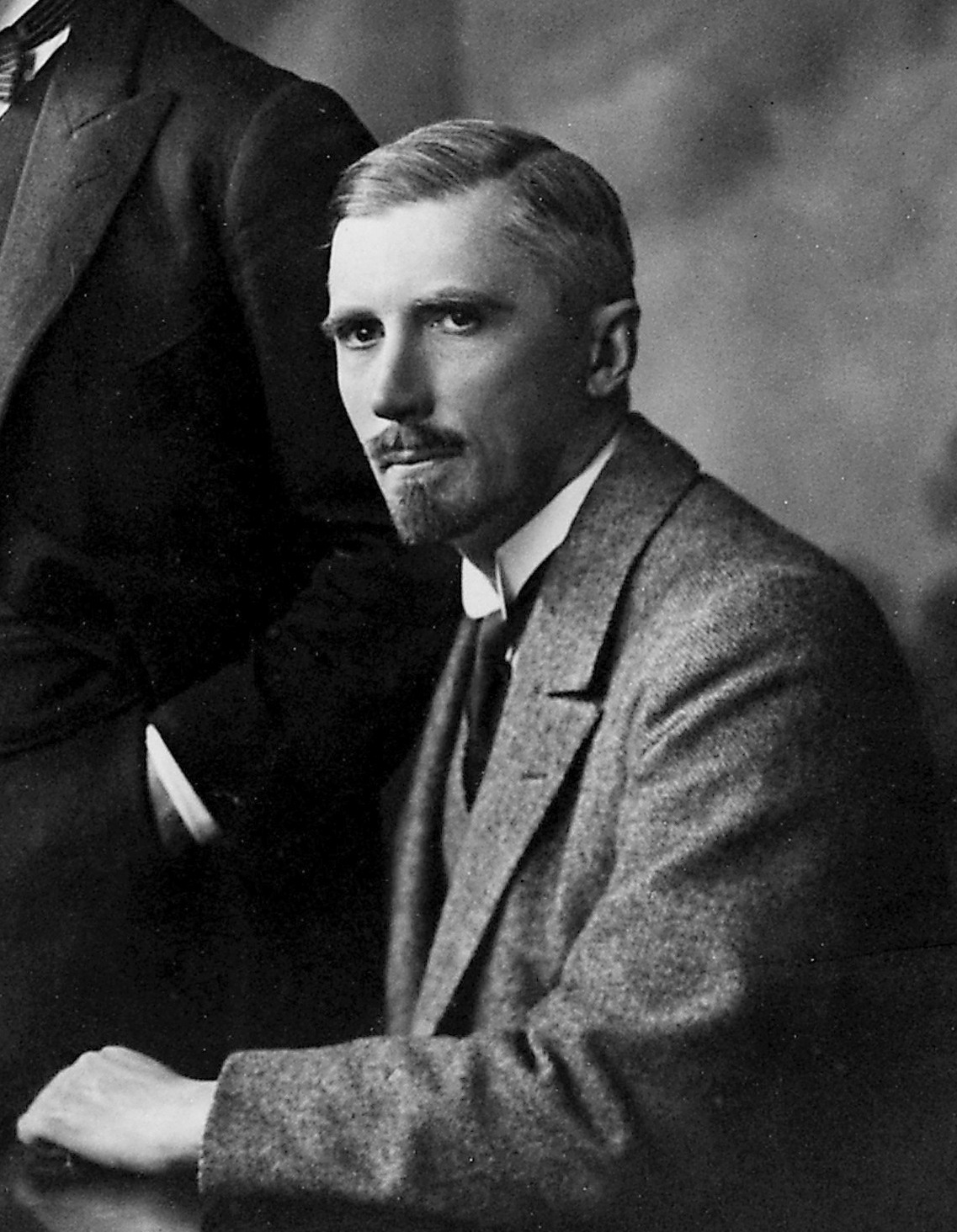
Boris Babkin

Boris Petrovich Babkin (russisch Борис Петрович Бабкин Boris Petrowitsch Babkin; * 5. Januar 1877 in Kursk, Russisches Kaiserreich; † 3. Mai 1950 in Montreal, Kanada) war ein russisch-britischer in England und Kanada wirkender Physiologe. Er war Fellow der Royal Society.

## Leben
Babkin studierte an der Medizinischen Akademie in Sankt Petersburg und erhielt 1904 seinen Doktorgrad in Medizin. Von 1904 bis 1906 vervollständigte er seine Studien in Deutschland und Italien. Von 1902 bis 1912 war er Schüler und Assistent von Iwan Pawlow an dessen Institut für Experimentelle Medizin in Sankt Petersburg. Ab 1907 war er auch Privatdozent an der Medizinischen Akademie. Er lehrte 1912 bis 1915 am Landwirtschaftlichen Institut Novo Alexandria und 1915 bis 1922 als Professor für Physiologie an der Universität Odessa. Da er kein Freund der Bolschewiki war, wurde er eingesperrt und des Landes verwiesen. Er ging 1922 nach England und forschte am University College London bei Ernest Starling für den britischen Medical Research Council. 1924 ging er nach Kanada und wurde Professor an der Dalhousie University in Halifax. 1928 erhielt er eine Forschungsprofessur an der McGill University, wo er den Rest seiner Karriere blieb. 1940/41 stand er der Abteilung Physiologie vor und nach seiner Emeritierung forschte er bis zu seinem Tod bei Wilder Penfield in Neurophysiologie.
1932 wurde Babkin zum Mitglied der Leopoldina gewählt. 1950 wurde er Fellow der Royal Society. Er war Ehrendoktor des University College London und der Dalhousie University. 1949 erhielt er die Friedenwald Medal der American Gastroenterological Association und 1946 die Flavell Medal der Royal Society of Canada.

## Werk
Er war bekannt für Beiträge zur Physiologie des Verdauungsapparats (dessen Sekretion und Bewegung) und dessen Steuerung durch verschiedene Hormone und Nerven. Unter Pawlow arbeitete er über bedingte Reflexe.
In der Begründung für die Aufnahme in die Royal Society wurde hervorgehoben sein Nachweis:
- dass die drei damals bekannten Enzyme der Pankreas unabhängig voneinander und parallel sezerniert werden.
- Histamin stimuliert nur die Parietalzellen der Magenschleimhaut.
- sympathische und parasympathische Nerven wirken auf verschiedene Zellen in der Speicheldrüse
- Widerlegung der Theorie sekretorischer und trophischer Nerven von  Rudolf Heidenhain

Der Babkin-Reflex bei Babys (Reaktionen auf die Berührung der Handfläche) ist nach ihm benannt.
1949 veröffentlichte er eine Biographie seines Lehrers und Freundes Pawlow.

## Schriften
- Die äußere Sekretion der Verdauungsdrüsen, Springer 1928
- The secretive mechanism of the digestive glands, Hoeber 1944, 2. Auflage 1950
- Pavlov, University of Chicago Press 1949